# Marsberg
Marsberg is een stad en gemeente in de Duitse deelstaat Noordrijn-Westfalen, gelegen in de Hochsauerlandkreis. De gemeente telt 19.488 inwoners (31 december 2020) op een oppervlakte van 182,22 km². Naburige steden zijn onder andere Arnsberg, Bestwig en Brilon.
In Eresburg (de oude naam van Marsberg) is de plaats waar de Irminsul gestaan zou hebben.
Marsberg heeft een station aan de spoorlijn Warburg - Station Schwerte (Ruhr)- Hagen (Ruhrgebied) v.v., de Obere Ruhrtalbahn. Ieder uur stopt er een stoptrein in beide richtingen. Zie onderstaand routekaartje.

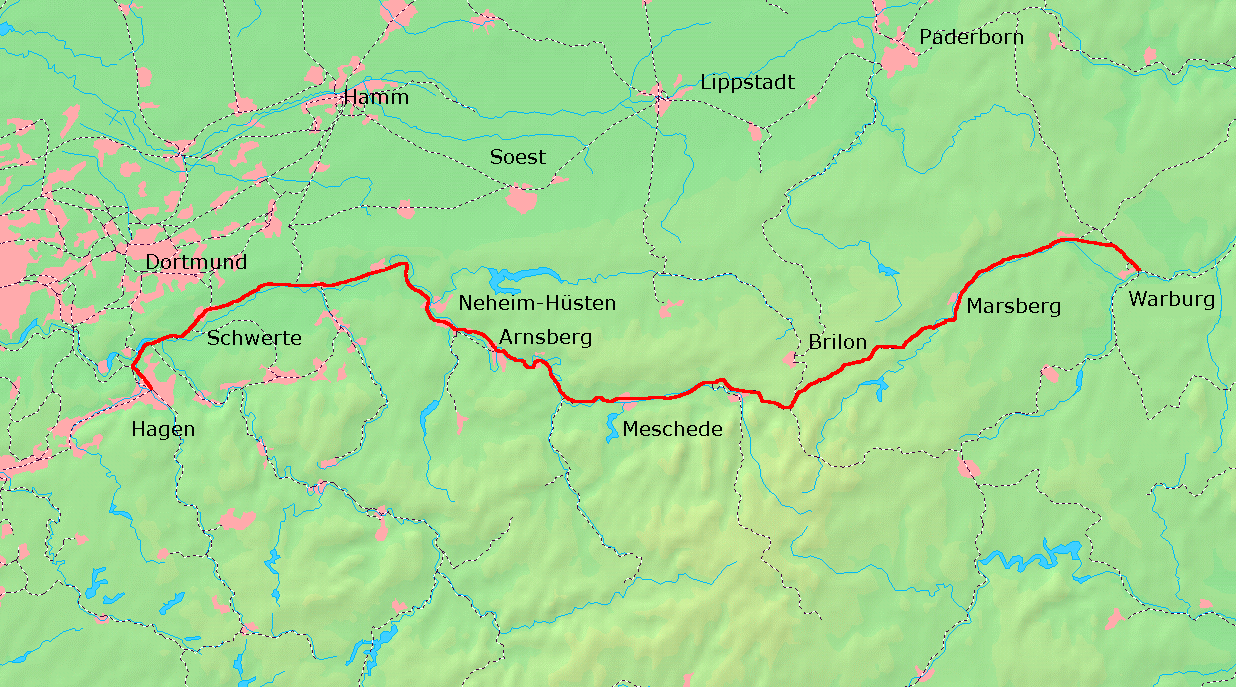
Spoorlijn Hagen-Warburg

## Afbeeldingen

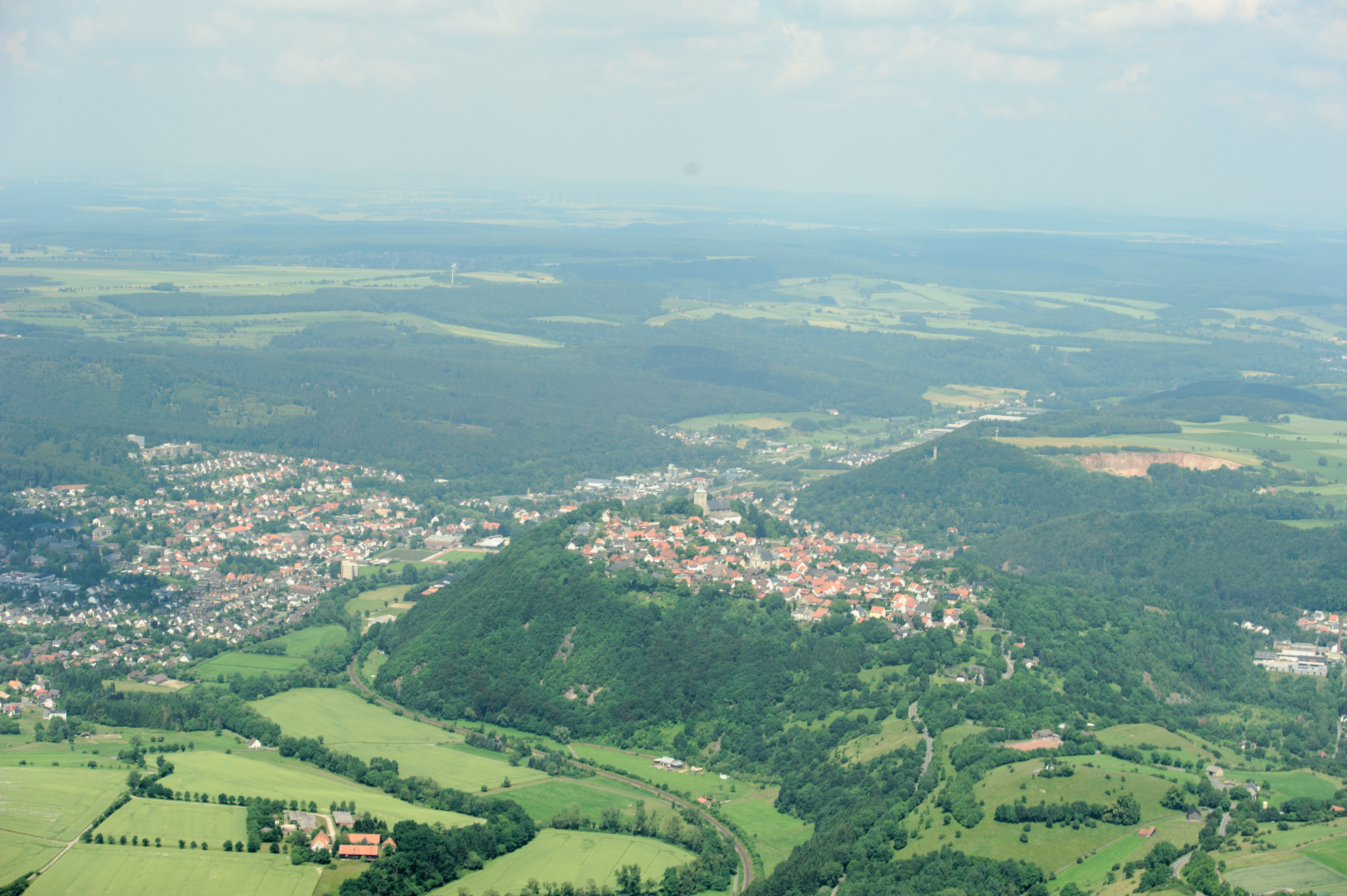
Gezicht op Marsberg/Obermarsberg
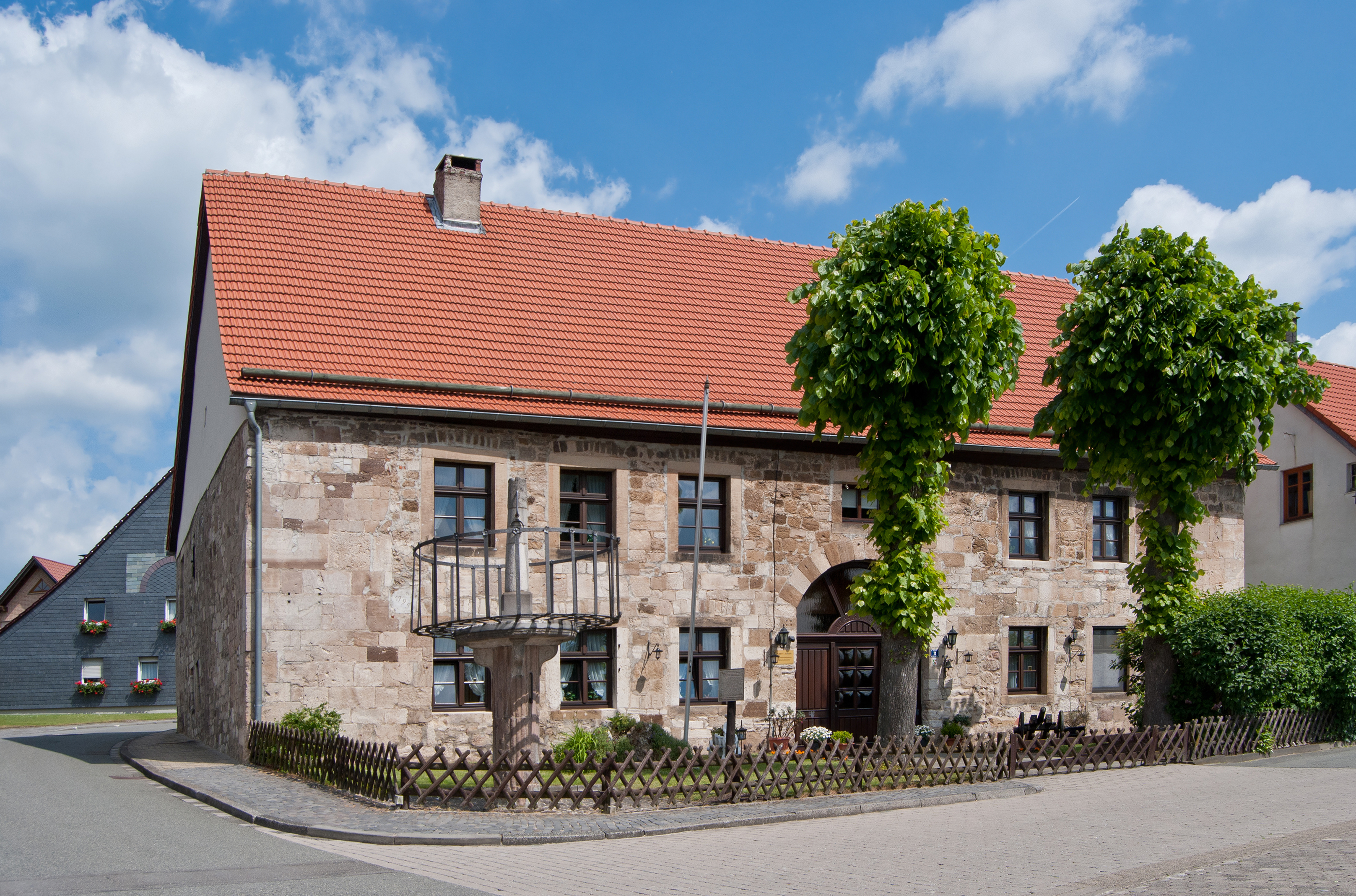
Altes Rathaus
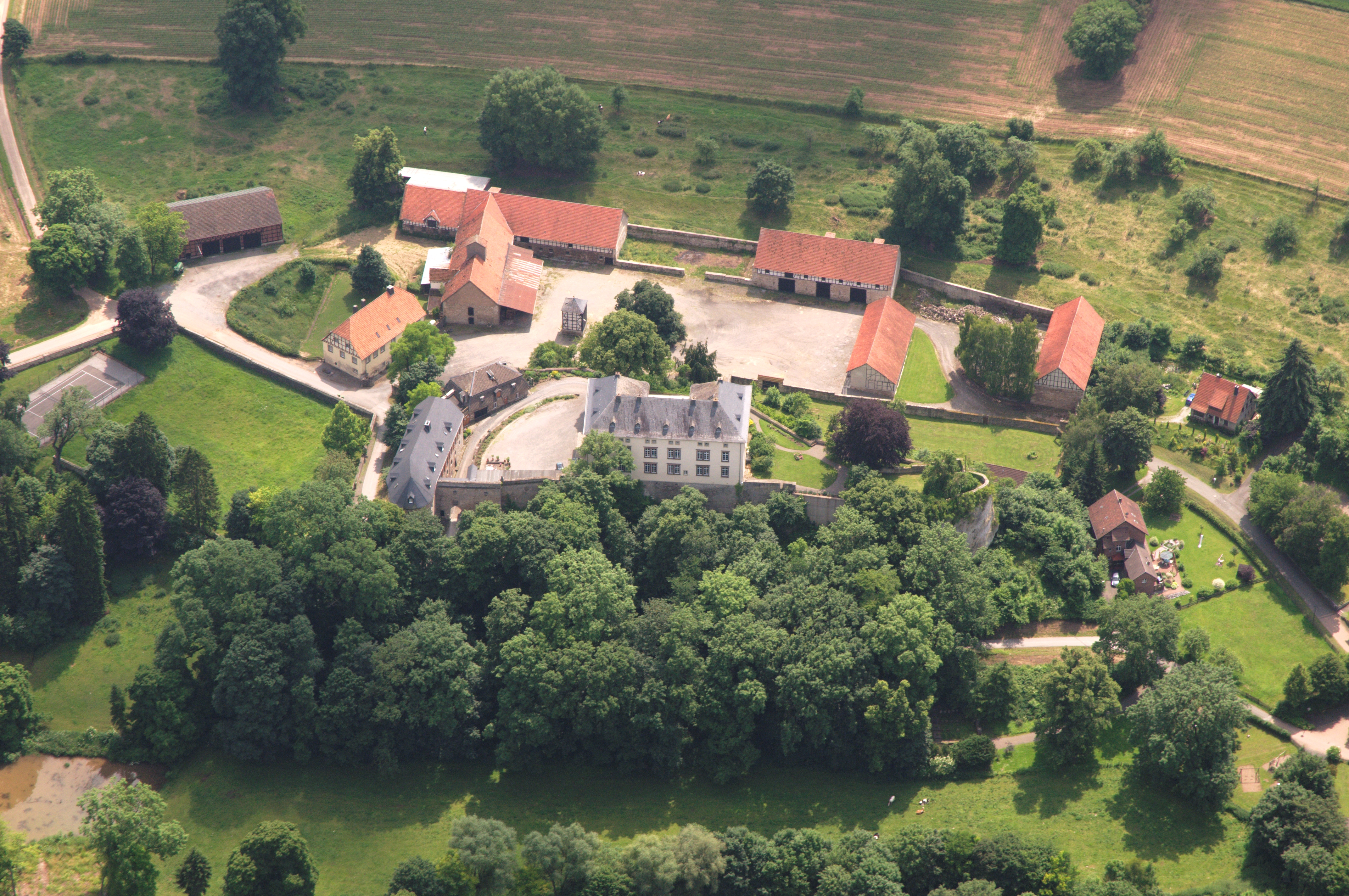
Schloss Canstein
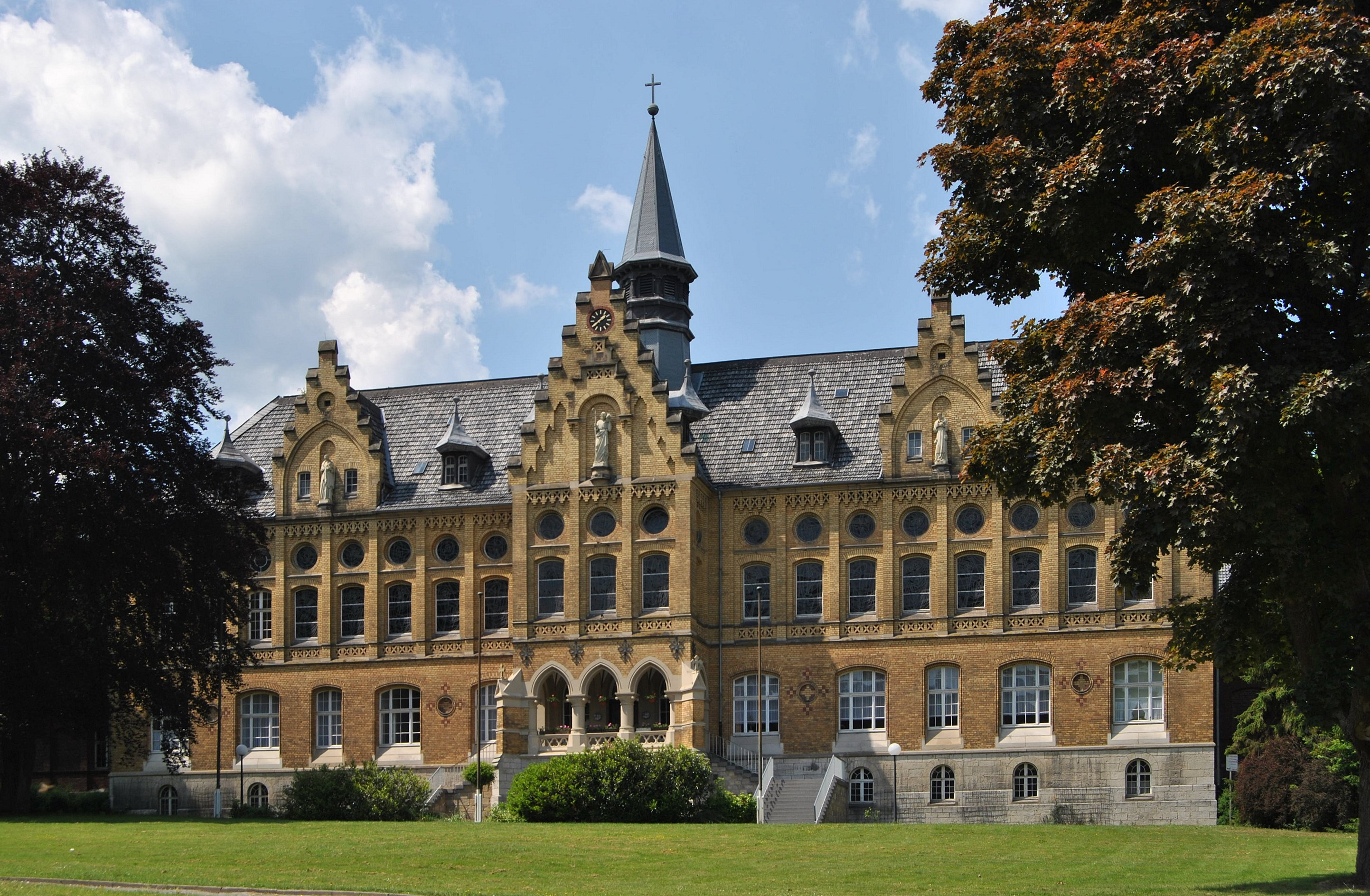
St. Johannes-Stift
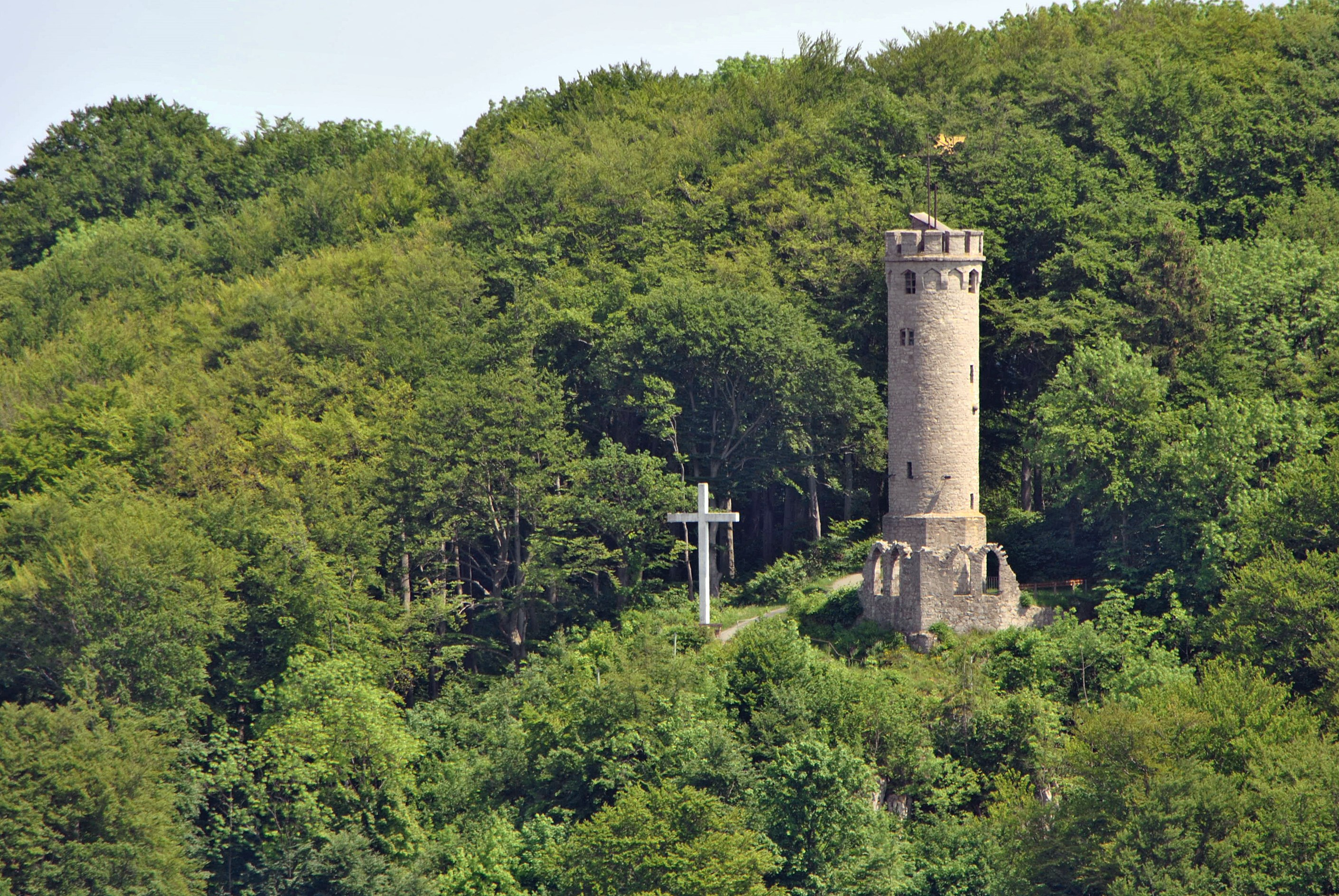
Bilsteinturm

Arnsberg · Bestwig · Brilon · Eslohe · Hallenberg · Marsberg · Medebach · Meschede · Olsberg · Schmallenberg · Sundern · Winterberg